# Gunnarsson
Gunnarsson ist ein patronymisch gebildeter schwedischer Familien- bzw. isländischer Personenname.

## Herkunft und Bedeutung
Der Name ist ein Patronym und bedeutet Sohn des Gunnar. Die weibliche Entsprechung im Isländischen ist Gunnarsdóttir (Tochter des Gunnar).

## Namensträger
- Arnar Gunnarsson (Schachspieler) (* 1978), isländischer Schachspieler
- Arnar Gunnarsson (Filmemacher), isländischer Filmproduzent, Spezialeffektkünstler und Schauspieler
- Arnór Gunnarsson (Skirennläufer) (* 1971), isländischer Skirennläufer
- Arnór Þór Gunnarsson (* 1987), isländischer Handballspieler
- Aron Gunnarsson (* 1989), isländischer Fußballspieler
- Bjarki Már Gunnarsson (* 1988), isländischer Handballspieler
- Björn Leví Gunnarsson (* 1976), isländischer Politiker
- Brynjar Gunnarsson (* 1975), isländischer Fußballspieler
- Carl Gunnarsson (* 1986), schwedischer Eishockeyspieler
- Einar Gunnarsson (Fußballspieler) (* 1949), isländischer Fußballspieler
- Einar Gunnarsson (Diplomat) (* 1966), isländischer Diplomat
- Evert Gunnarsson (1929–2022), schwedischer Ruderer
- Fredrik Gunnarsson (* 1965), schwedischer Schauspieler
- Gunnar Gunnarsson (1889–1975), isländischer Schriftsteller
- Gunnar Gunnarsson (Slawist) (1899–1987), schwedischer Slawist
- Gunnar Örn Gunnarsson (1946–2008), isländischer Maler, Grafiker und Bildhauer
- Helgi Hrafn Gunnarsson (* 1980), isländischer Politiker
- Hermann Gunnarsson (1946–2013), isländischer Fußballspieler
- Illugi Gunnarsson (* 1967), isländischer Politiker
- Jan Gunnarsson (* 1962), schwedischer Tennisspieler
- Jóhann Ingi Gunnarsson (* 1954), isländischer Handballtrainer
- Jón Gunnarsson (* 1956), isländischer Politiker
- Lisa Gunnarsson (* 1999), schwedische Stabhochspringerin
- Logi Gunnarsson (* 1963), isländischer Philosoph und Hochschullehrer
- Logi Gunnarsson (Basketballspieler) (* 1981), isländischer Basketballspieler
- Martin Gunnarsson (1927–1982), US-amerikanischer Sportschütze
- Monica Gunnarsson (* 1965), schwedische Leichtathletin
- Ólafur Gunnarsson (* 1948), isländischer Schriftsteller
- Ólafur Þór Gunnarsson (Fußballspieler) (* 1977), ehemaliger isländischer Fußballnationalspieler
- Ólafur Þór Gunnarsson (Politiker) (* 1963), isländischer Politiker
- Pétur Gunnarsson (* 1947), isländischer Schriftsteller
- Róbert Gunnarsson (* 1980), isländischer Handballspieler und -trainer
- Rutger Gunnarsson (1946–2015), schwedischer Musiker
- Stefan Gunnarsson (* 1982), schwedischer Beachvolleyballspieler
- Sturla Gunnarsson (* 1951), kanadischer Filmregisseur und -produzent
- Susanne Gunnarsson (* 1963), schwedische Kanutin
- Þorsteinn Leó Gunnarsson (* 2002), isländischer Handballspieler
- Valfrid Gunnarsson (1893–1972), schwedischer Fußballspieler
- Veigar Páll Gunnarsson (* 1980), isländischer Fußballspieler